# Clypeoporthella
Clypeoporthella är ett släkte av svampar. Clypeoporthella ingår i familjen Diaporthaceae, ordningen Diaporthales, klassen Sordariomycetes, divisionen sporsäcksvampar och riket svampar.
|                 | Phomopsis                                   |
|                 |                                             |
|                 | Diaporthe                                   |
|                 |                                             |
|                 | Diaporthopsis                               |
|                 |                                             |
|                 | Mazzantia                                   |
|                 |                                             |
|                 | Mazzantiella                                |
|                 |                                             |
|                 | Septomazzantia                              |
|                 |                                             |
|                 | Leucodiaporthe                              |
|                 |                                             |
|                 | Aporhytisma                                 |
|                 |                                             |
|                 | Allantoporthe                               |
|                 |                                             |
| Clypeoporthella | \| \| Clypeoporthella brencklei \| \| \| \| |
|                 | \| \| Clypeoporthella brencklei \| \| \| \| |
|                 | Clypeoporthella brencklei                   |
|                 |                                             |

|  | Clypeoporthella brencklei |
|  |                           |